# Holcopyge meridionalis
Holcopyge meridionalis là một loài bọ cánh cứng trong họ Anthicidae. Loài này được Champion mô tả khoa học năm 1890.